# Ancita cristata
Ancita cristata là một loài bọ cánh cứng trong họ Cerambycidae.